# Stara Markivka, Poliske
Stara Markivka (în ucraineană Стара Марківка) este un sat în comuna Șkneva din raionul Poliske, regiunea Kiev, Ucraina.

## Demografie
Componența lingvistică a localității Stara Markivka
     Ucraineană (100%)
Conform recensământului din 2001, toată populația localității Stara Markivka era vorbitoare de ucraineană (100%).